# Žerůtky (okres Blansko)
Obec Žerůtky (v horském nářečí Žerutke) se nachází v okrese Blansko v Jihomoravském kraji. Žije zde 80 obyvatel.

## Název
Jméno Žerůtky (v nejstarších dokladech Žirótky) je zdrobnělina od Žirotice. Výchozí tvar Žirotici byl pojmenováním obyvatel vsi odvozeným od osobního jména Žirota (což byla domácká podoba některého jména obsahujícího -žir, např. Kroměžir, Vrtěžir, Ranožir) a znamenal „Žirotovi lidé.” Hlásková změna Ži- > Že- je stará, nemá souvislost se středomoravskými nářečími.

## Historie
První písemná zmínka o obci pochází z roku 1353. V Žerůtkách a okolí vznikal v roce 1938 film Kouzelný dům.

## Pamětihodnosti
- Kaple Panny Marie Sněžné na návsi
- Památník k 20. výročí založení Československa a padlým v první světové válce
- Venkovský dům č. p. 7

## Osobnosti
- Lída Faltová (1890–1944), překladatelka a redaktorka

## Galerie

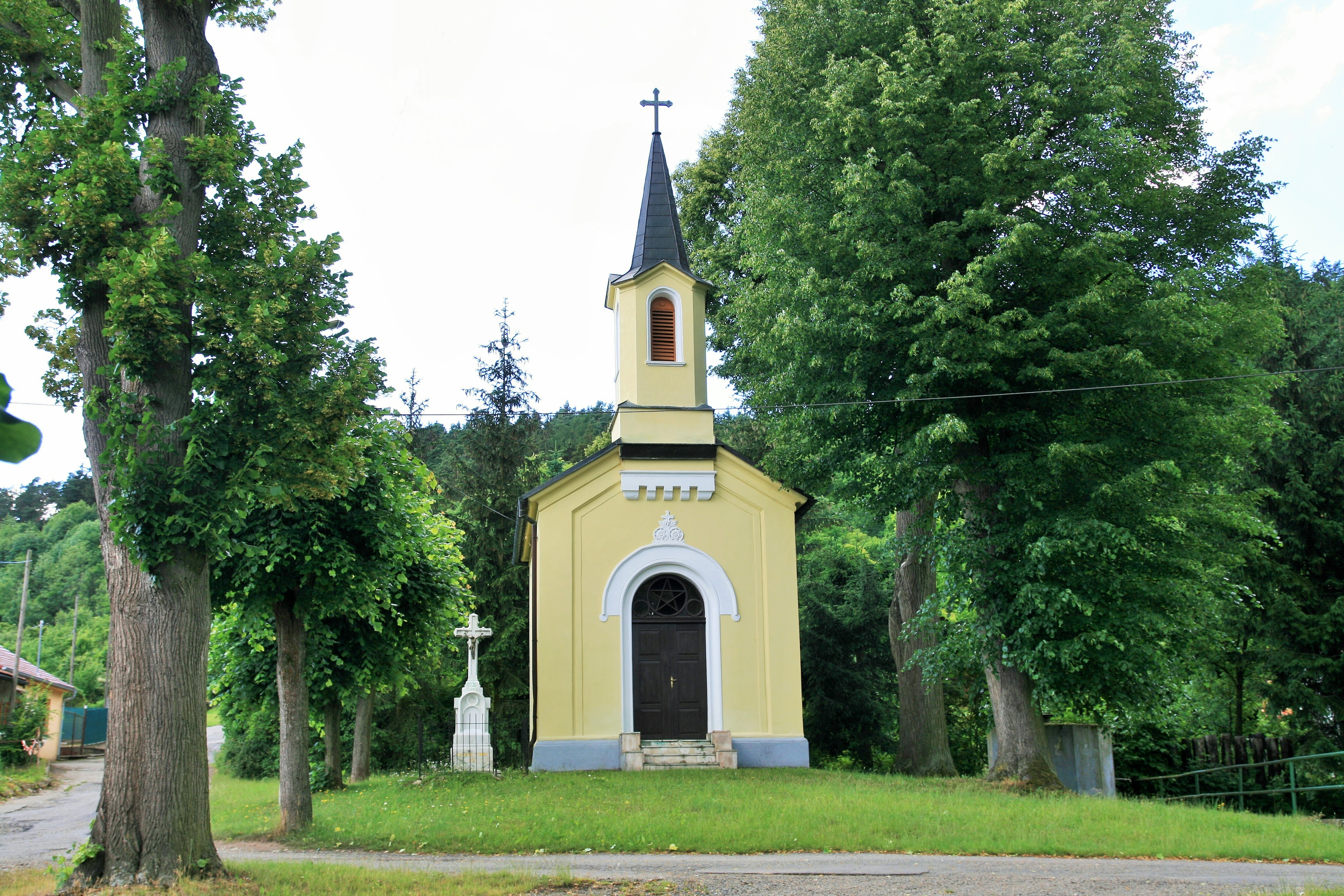
Kaple Panny Marie Sněžné
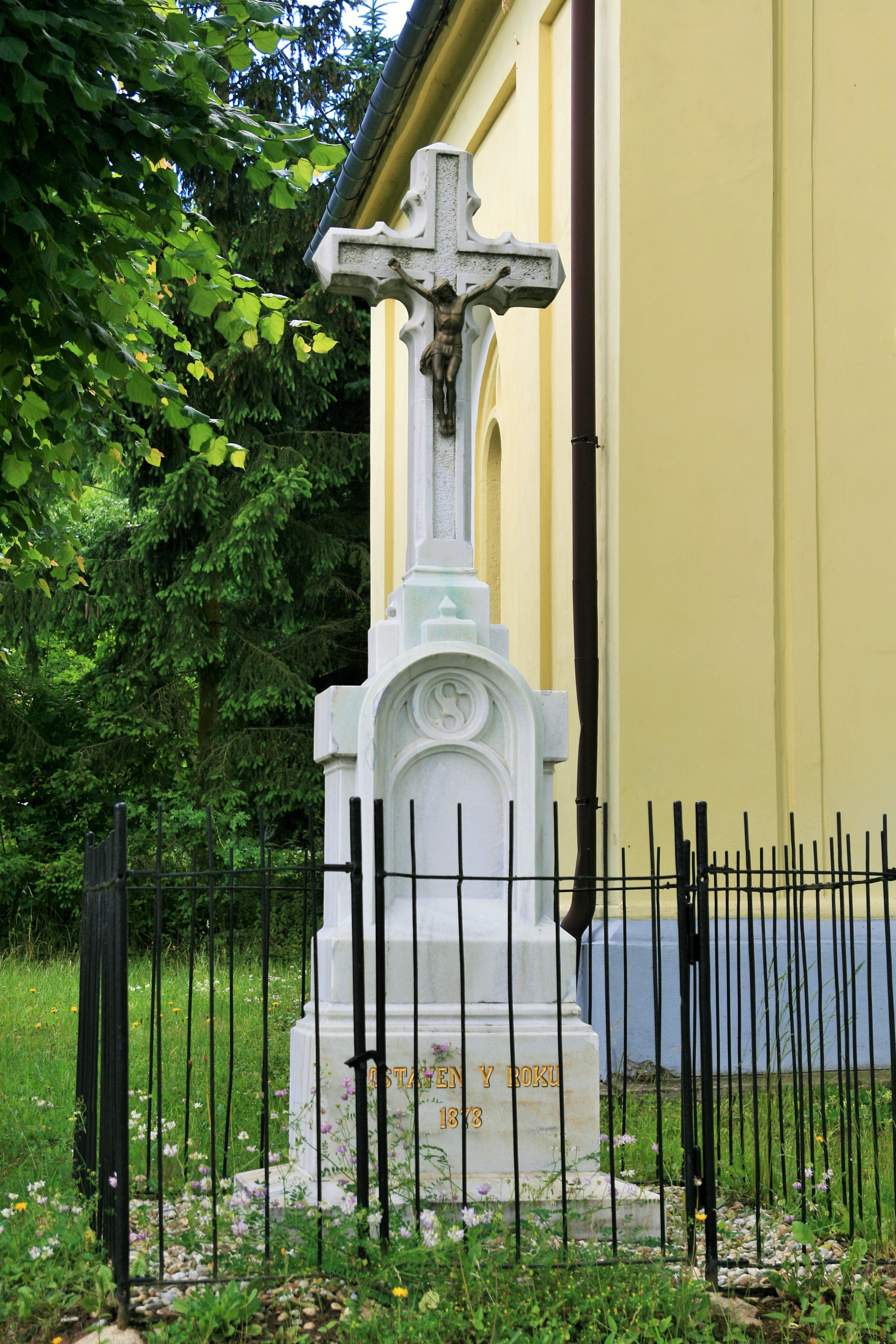
Kříž u kaple
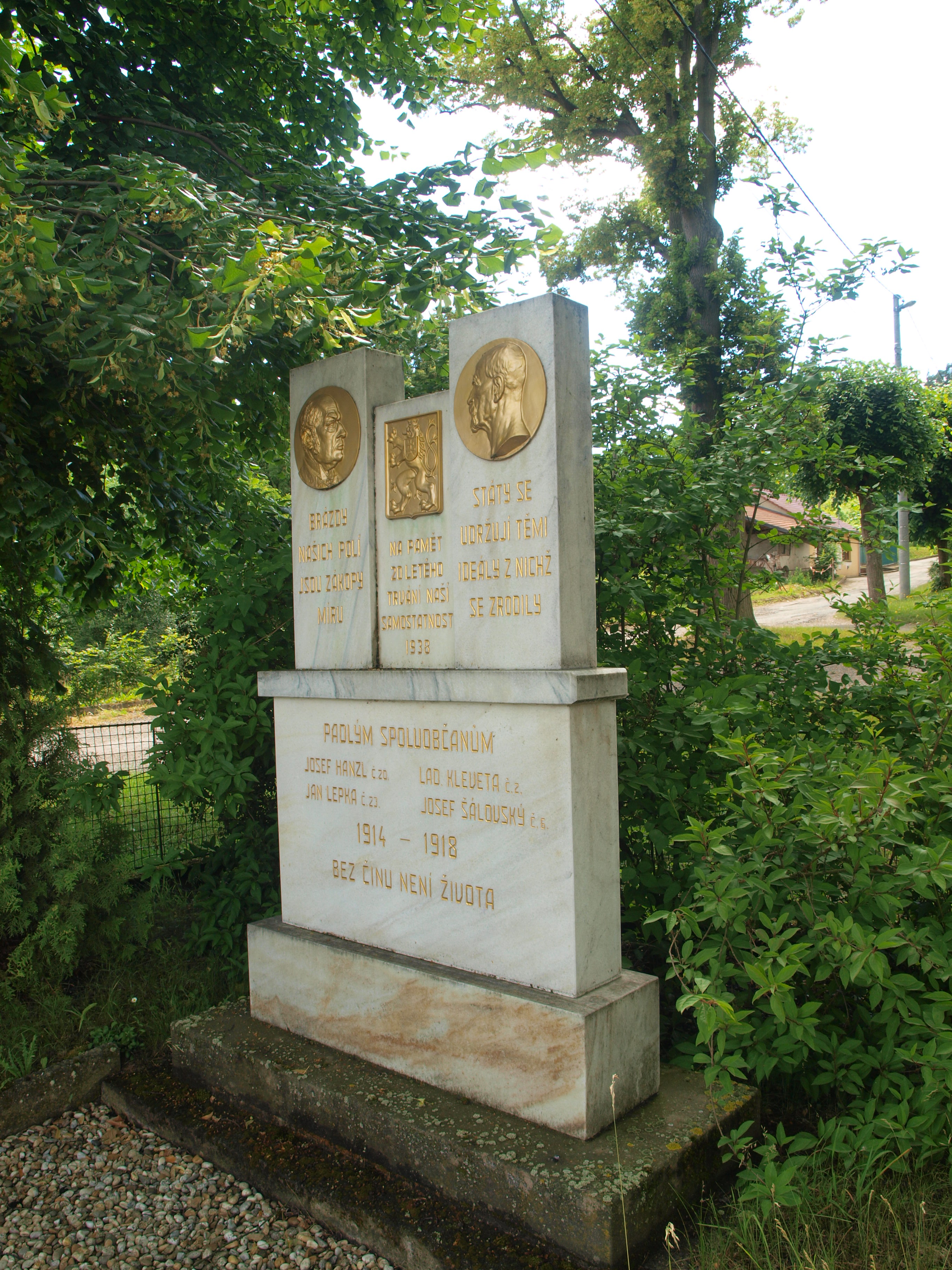
Památník 1. světové války na návsi